# Le Coucher de la mariée (pel·lícula de 1899)
Le Coucher de la mariée ou Triste nuit de noces va ser un curtmetratge muda francesa de 1899 dirigida per Georges Méliès. Va ser venuda per la Star Film Company de Méliès i està numerat del 177 al 178 als seus catàlegs, on s'anuncia com a scène comique.
Una fotografia de producció que s'ha conservat mostra a Méliès com el vell de la pel·lícula. L'historiador Georges Sadoul, a partir de les proves disponibles, creia que la jove era la senyoreta Barral, que va protagonitzar la Ventafocs a la pel·lícula homònima de Méliès més tard aquell any. La pel·lícula és un sofà (farsa de dormitori) d'estil popular; diversos cineastes primerencs van fer farses similars, sobretot una d'Eugène Pirou (Le Coucher de la mariée, 1896) i almenys tres de Pathé (1901, 1904 i 1907).
Actualment es presumeix que la pel·lícula completa és perduda. No obstant això, un foliscopi publicat per Léon Beaulieu a finals de la dècada de 1890, mostra una dona ajudant a una altra a desvestir-se abans que un cavaller. amb vestit de nit entra al dormitori, va ser redescobert a la dècada de 2010 i s'ha identificat provisionalment com un fragment de la pel·lícula.

## Repartiment
- Bleuette Bernon: la casada